# リプサリス属
リプサリス属（リプサリスぞく、Rhipsalis）はサボテン科の着生または岩隙生植物。属名はギリシア語のrhips（枝編細工）にちなむ。

## 特徴
刺はあまり発達しない。茎節は円柱状や三角柱状または扁平で、節々から気根を伸ばす。花は小さく、白色や淡緑色など。果実は球形の液果で半透明、白、桃、橙、赤紫色など。

## 生育環境と利用
熱帯雲霧林の樹冠上や岩の隙間に生育するため、栽培条件は他のサボテンとはかなり異なり、高い湿度を必要とする。耐寒性は低く、南西諸島以外では冬季は室内に置くことが望ましい。挿し木で容易に繁殖し、実生も可能。

## 分類・分布
リプサリス属は熱帯アメリカに35種があり、リプサリス・バッキフェラR. baccifera1種がアフリカ、マダガスカル、スリランカに分布を広げている。POWOでは2025年7月現在、リプサリス属に45種を認めている。

## ギャラリー
リプサリス属（日本国内の植物園にて撮影）
- リプサリス・ネベス・アルモンディー
- リプサリス・リンドベルギアナ
- リプサリス・ピロカルパ